# Mário Gardelli
Mario Gardelli (São Paulo, 1908–?) brazil nemzetközi labdarúgó-játékvezető.

## Pályafutása

### Nemzeti játékvezetés
Az I. Liga játékvezetőjeként 1951-ben vonult vissza.

### Nemzetközi játékvezetés
A Brazil labdarúgó-szövetség Játékvezető Bizottsága (JB) terjesztette fel nemzetközi játékvezetőnek, a Nemzetközi Labdarúgó-szövetség (FIFA) 1949-től tartotta nyilván bírói keretében. A FIFA JB központi nyelvei közül a spanyolt beszélite. Több nemzetek közötti válogatott és klubmérkőzést vezetett, vagy működő társának partbíróként segített. Az aktív nemzetközi játékvezetéstől 1951-ben búcsúzott. Válogatott mérkőzéseinek száma: 6.

#### Labdarúgó-világbajnokság
A világbajnoki döntőhöz vezető úton Brazíliába a IV., az 1950-es labdarúgó-világbajnokságra a FIFA JB bíróként alkalmazta. A FIFA JB elvárásának megfelelően, ha nem vezetett, akkor valamelyik működő társának segített partbíróként. Egy csoportmérkőzésen volt partbíró. Világbajnokságon vezetett mérkőzéseinek száma: 1 + 1 (partbíró).

##### 1950-es labdarúgó-világbajnokság

###### Világbajnoki mérkőzés
| Időpont         | Helyszín                       | Mérkőzés típusa        | Mérkőzés      | Eredmény | Nézők száma |
| --------------- | ------------------------------ | ---------------------- | ------------- | -------- | ----------- |
| 1950. július 2. | Ilha do Retiro Stadion, Recife | selejtező (2. csoport) | Chile–Amerika | 5 : 2    | 8 000       |

#### Copa América
Brazília  rendezte a 21., az 1949-es Copa América labdarúgó tornát, ahol a CONMEBOL JB hivatalnokként foglalkoztatta.

##### 1949-es Copa América

###### Copa América mérkőzés
| Időpont           | Helyszín                              | Mérkőzés típusa | Mérkőzés        | Eredmény | Nézők száma |
| ----------------- | ------------------------------------- | --------------- | --------------- | -------- | ----------- |
| 1949. április 20. | São Januário Stadion, Rio de Janeiro  | körmérkézés     | Chile–Uruguay   | 1 : 1    | 7 000       |
| 1949. április 25. | Pacaembu Stadion, São Paulo           | körmérkézés     | Bolívia–Ecuador | 2 : 0    | 14 000      |
| 1949. április 27. | Pacaembu Stadion, São Paulo           | körmérkézés     | Paraguay–Chile  | 4 : 2    | 1 000       |
| 1949. április 30. | Pacaembu Stadion, São Paulo           | körmérkézés     | Peru–Chile      | 3 : 0    | 1 000       |
| 1949. május 8.    | Independência Stadion, Belo Horizonte | körmérkézés     | Chile–Uruguay   | 3 : 1    | 5 000       |